# Insula Santinelei de Nord

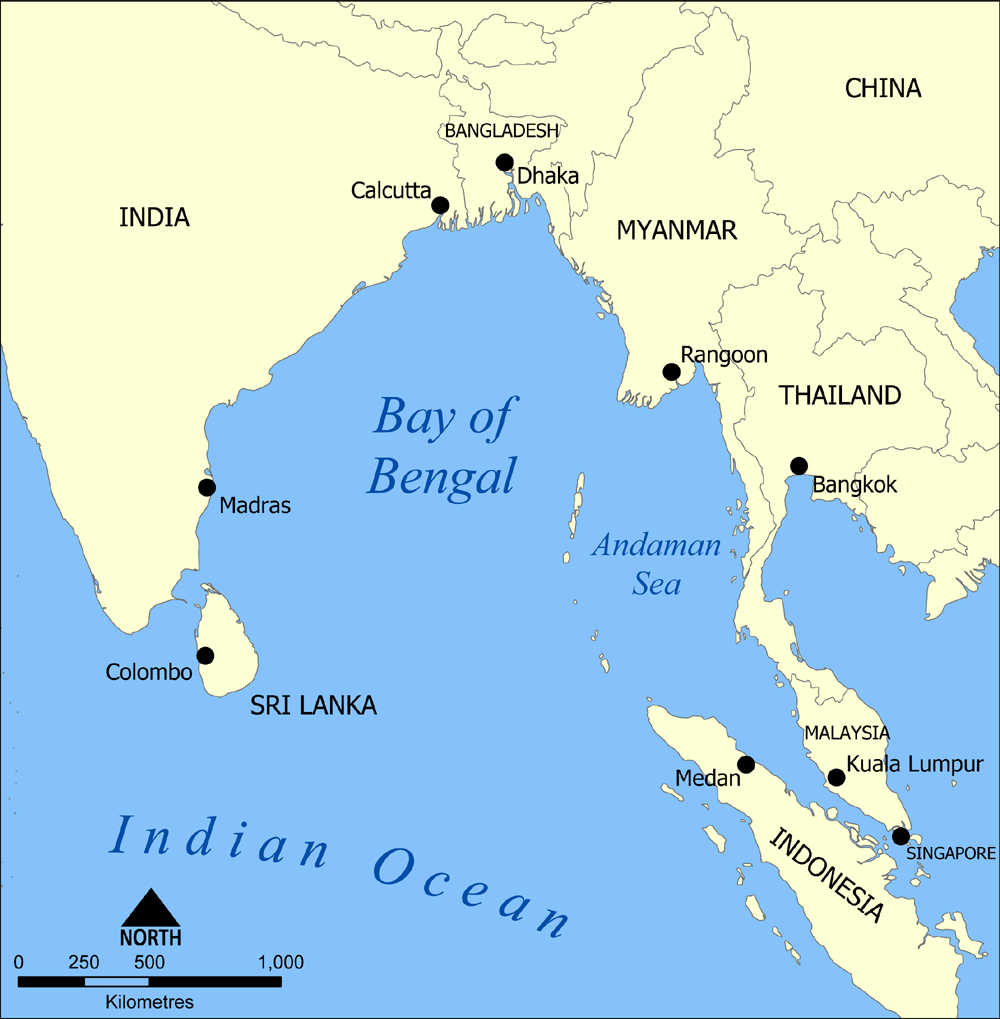
Golful Bengal, cu Insulele Andaman la sud de Myanmar

Insula Santinelei de Nord este una dintre Insulele Andaman din Golful Bengal. Aceasta se află la vest de partea sudică a Insulei Andaman de Sud. O mare parte din insulă este împădurită. Este o insulă mică, aflată departe de Arhipelagul Andaman, fiind înconjurată de recifuri de corali.
Un grup de indigeni locuiește pe Insula Santinelei de Nord. Numărul lor este estimat între 50 și 400 de indivizi. Locuitorii insulei refuză orice contact cu alți oameni și sunt printre ultimii oameni care au rămas neinfluențați de civilizația modernă. Populația este supusă riscurilor unor potențiale boli infecțioase la care nu au imunitate, respectiv și a violenței din partea intrușilor; Guvernul Indian a declarat întreaga insulă, care are dimensiunile Manhattan-ului, precum și întinderile de apă din jurul acesteia, pe o rază de circa 9 kilometri, drept zonă de excludere.

## Istoric

### Istorie timpurie
Populația onge era conștientă de existența Insulei Santinelei de Nord, iar numele pe care i l-au dat era Chia daaKwokweyeh. Aceștia au puternice similarități din punct de vedere cultural. Cu toate acestea, onge au fost aduși în zonă de către britanici, în secolul 19, dar aceștia nu înțelegeau limba vorbită de locuitorii de pe Insula Santinelei de Nord.

### Explorarea britanică
Cea mai veche menționare a Insulei Santinelei de Nord, a fost făcută în 1771 de către cercetătorul britanic John Ritchie, care a observat "o multitudine de lumini", de pe vasul pentru cercetări hidrografice, Diligent, al Companiei Indiilor de Est, când se afla în trecere pe lângă aceasta. Homfray, un administrator, a călătorit spre insulă în martie 1867. Spre sfârșitul musonului de vară din același an, nava comercială indiană Nineveh, a naufragiat pe un recif din apropierea insulei. Cei 106 supraviețuitori, pasageri și membrii ai echipajului, au ajuns pe insulă și au fost atacați de către băștinași. Supraviețuitorii au fost totuși recuperați de către o patrulă a Marinei Regale. 
O expediție condusă de Maurice Vidal Portman, un administrator guvernamental, care spera să cerceteze băștinașii și obiceiurile acestora, a debarcat cu succes pe Insula Santinelei de Nord în ianuarie 1880. Grupul a găsit o rețea de poteci și câteva sate mici abandonate. După câteva zile, șase băștinași (un cuplu de bătrâni și patru copii) au fost capturați și duși la Port Blair. Ofițerul colonial care i-a capturat a raportat că toți cei din grup "s-au îmbolnăvit rapid, iar bărbatul în vârstă și femeia au murit, așa că cei patru copii au fost trimiși înapoi pe insulă cu daruri"
O a doua debarcare a fost făcută de către Portman pe 27 august 1883, când erupția vulcanului Krakatau a fost interpretată greșit ca fiind un foc de armă și s-a crezut că este o cerere de ajutor a unei nave. O misiune de salvare a debarcat pe insulă și a lăsat daruri pentru băștinași înainte să se intoarcă la Port Blair. Portman a mai vizitat insula de câteva ori între ianuarie 1885 și ianuarie 1887.

### Istoria recentă
Patrule de exploratori indieni cu ordinul de a stabili relații de prietenie cu locuitorii Santinelei de Nord, au debarcat la intervale de câțiva ani începând cu anul 1967. În 1975 Leopold al III-lea al Belgiei, într-un tur al insulelor Andaman, a fost dus de către demnitarii locali într-o croazieră de noapte în apele din largul Insulei Santinelei de Nord. Navele cargo MV Rusley și MV Primrose au naufragiat pe recifurile de coastă la mijlocul anului 1977, respectiv august 1981. Se cunoaște că băștinașii insulei au încercat să recupereze fierul din aceste epave. Locuitorii din Port Blair au vizitat și ei epavele în încercarea de a recupera din încărcăturile acestora. În 1991 operatorii specializați au primit autorizație pentru a dezmembra navele.
Pe 2 august 1981 nava Primrose a naufragiat pe reciful Insulei Santinelei de Nord. După câteva zile echipajul navei blocate a observat niște oameni mici negri cu sulițe și săgeți care construiau plute pe plajă. Căpitanul navei Primrose a cerut prin radio să se aducă arme de foc pentru echipaj, ca să se poată apăra, dar nu le-au primit din cauza unei furtuni care a blocat toate navele care se îndreptau spre ei. După o săptămână echipajul a fost salvat de un elicopter trimis de Comisia Indiană pentru Petrol și Gaze Naturale.
Primul contact pașnic cu băștinașii Insulei Santinelei de Nord a fost făcut de către Trilokinath Pandit, directorul Centrului de cercetări antropologice din India, și colegii săi pe 4 ianuarie 1991. Vizitele indienilor pe insulă au încetat în 1997.
Băștinașii au supraviețuit cutremurului din Oceanul Indian din 2004, inclusiv tsunami-ului ce a urmat după acesta. La trei zile după eveniment, un elicopter al Guvernului Indian i-a observat pe câțiva dintre locuitori care au început să arunce cu săgeți și pietre spre aeronavă. Chiar dacă tsunami-ul a afectat zonele de pescuit ale băștinașilor, se pare că aceștia s-au adaptat.
Pe 26 ianuarie 2006, doi pescari au fost uciși de băștinași, când bărcile acestora s-au apropiat prea mult de insulă.

## Geografie

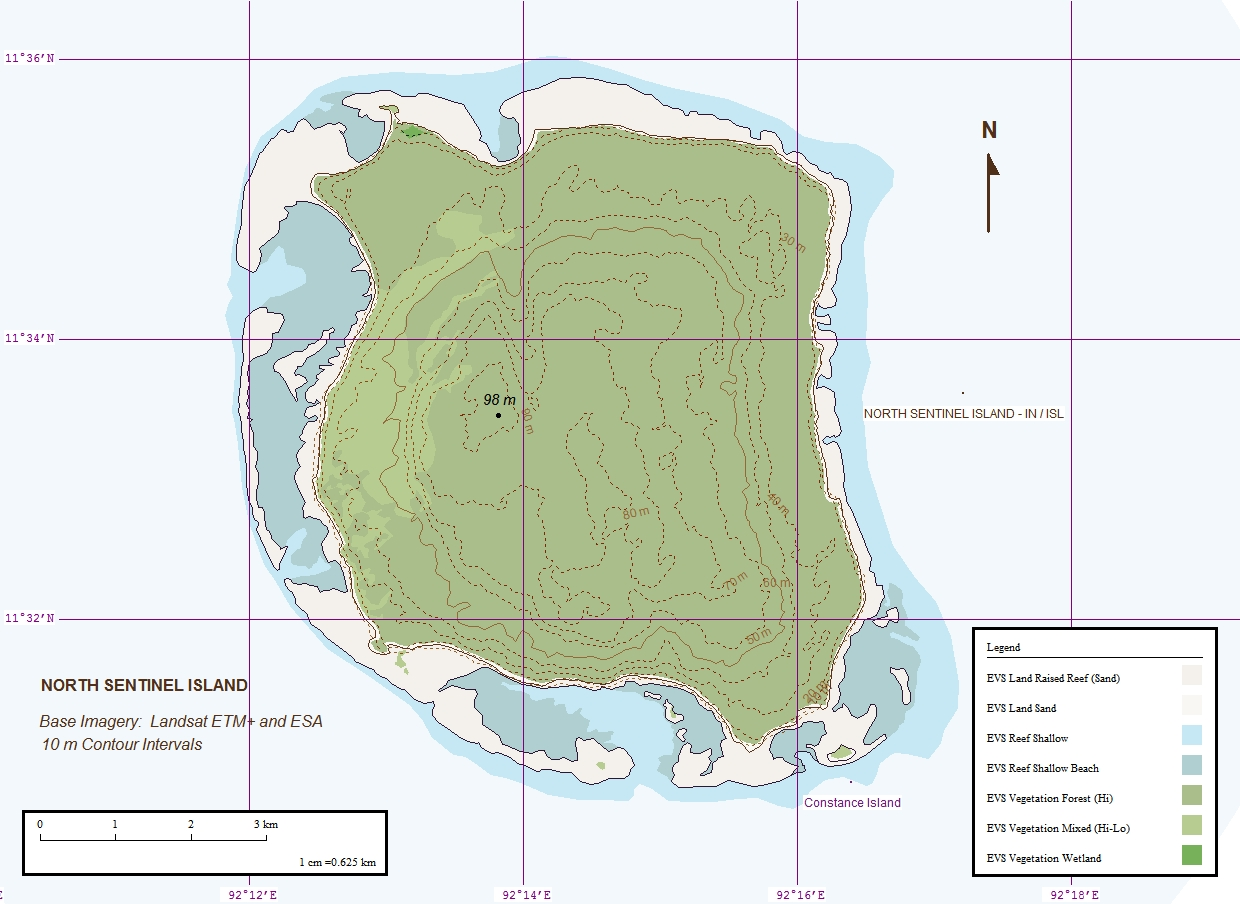
Harta insulei

Înainte de cutremurul din 2004, Insula Santinelei de Nord avea aproximativ 72 km pătrați și avea o formă relativ pătrată. Era o plajă îngustă care înconjura insula, în spatele căreia altitudinile se ridică la 20 m, apoi progresiv până la 46 m sau 122 m aproape de centru. Recifuri se întind în jurul insulei la 800-1290 m de mal. O insuliță împădurită, Insula Constance, sau "Insulița Constance", se află la circa 600 m la sud-est de linia coastei, la marginea recifului.

## Situația politică
India administrează insula din 1947 ca parte a Uniunii Teritoriale a Insulelor Andaman și Nicobar. Cu toate acestea, datorită faptului că nu au existat niciodată tratate cu oamenii de pe insulă, teritoriul a fost pus sub protecția Indiei și este de facto regiune autonomă a Indiei.
Administrația Insulelor Andaman și Nicobar a declarat în 2005 că nu are intenția de a interveni asupra stilului de viață sau a habitatului locuitorilor Insulei Santinelei de Nord și că nu este interesată în a realiza alte contacte cu aceștia.
| Recensământ | Populație estimată |
| ----------- | ------------------ |
| 1901        | 117                |
| 1911        | 117                |
| 1921        | 117                |
| 1931        | 70                 |